# Ярмонтович, Елена Васильевна
Елена Васильевна Ярмонтович (бел. Алена Васілеўна Ярмантовіч; 15 августа 1929 год, село Лесники, Белостокское воеводство, Польша) — звеньевая колхоза «Знамя Советов» Лидского района Гродненской области, Белорусская ССР. Герой Социалистического Труда (1966). Депутат Верховного Совета БССР, член Президиума Верховного Совета БССР.

## Биография
Родилась в 1929 году в крестьянской семье в деревне Лесники (сегодня — Лидский район, Гродненской области). Получив начальное образование, работала в хозяйстве своих родителей. С 1955 года работала полеводом в колхозе имени «Знамя Советов» Лидского района. В 1961 году назначена звеньевой полеводческого звена этого же колхоза.
Полеводческое звено, которым руководила Елена Ярмонтович, ежегодно перевыполняла план по выращиванию льна-долгунца. В 1965 году было получено в среднем по 12 центнеров волокна льна-долгунца с каждого гектара. Указом Президиума Верховного Совета СССР от 30 апреля 1966 года удостоена звания Героя Социалистического Труда с вручением ордена Ленина и золотой медали «Серп и Молот».
Избиралась депутатом Верховного Совета Белорусской ССР (1967—1971).
С 1977 года работала на Лидской обувной фабрике. После выхода на пенсию проживает в родном селе.

## Награды
- Герой Социалистического Труда — указом Президиума Верховного Совета СССР от 30 апреля 1966 года
- Орден Ленина